# Jerzy I Terter
Jerzy I Terter (bułg.: Георги I Тертер, Georgi I Terter) – car bułgarski w latach 1280 – 1292.
Jerzy Terter był bojarem bułgarskim, prawdopodobnie kumańskiego pochodzenia, który doszedł do wielkiego znaczenia w okresie zamętu po śmierci cara Konstantyna Asena Ticha. W 1280 roku objął tron carski. Na okres jego rządów przypada szczyt potęgi Ordy Nogaja. W wyniku niszczących najazdów tatarskich był zmuszony uznać w 1285 roku zwierzchnictwo tatarskie. Słabość władzy Jerzego I Tertera pogłębiła jeszcze stan anarchii wywołany walkami o władzę i doprowadziła do rozpadu państwa bułgarskiego na szereg niezależnych księstw. W 1292 roku Jerzy I Terter zbiegł przed kolejnym najazdem tatarskim do Bizancjum.

## Życie

### Objęcie władzy
Pochodzenie Jerzego Tertera nie jest znane. Był bojarem bułgarskim, najprawdopodobniej kumańskiego pochodzenia.
Jerzy I Terter doszedł do władzy w trakcie walk o tron carski po śmierci Konstantyna Asena Ticha. Konstantyn Tich zginął w bitwie z chłopskimi rebeliantami pod wodzą Iwajły w 1277 roku, pozostawiając jako swego następcę sześcioletniego syna Michała. Po klęsce armii carskiej powstańcy Iwajły zaczęli zdobywać warowne miasta. Wdowa po Konstantynie Tichu, Maria doprowadziła wprawdzie do koronacji małego Michała, jednak pozbawieni kierownictwa bojarowie nie byli w stanie stawić oporu rebelii. Cesarz bizantyński Michał VIII, poparł początkowo Iwajłę, widząc jednak w jego działaniach możliwość destabilizacji sytuacji społecznej również w Bizancjum, zmienił zdanie i wydał swą córkę za Iwana Mico, potomka bułgarskich Asenowiczów, żyjącego w Cesarstwie. W ten sposób, w 1278 roku, na południu pojawił się nowy pretendent do tronu carów, na czele dowodzonej przez bizantyńskiego generała armii.
Zagrożona z dwóch stron, carowa wdowa Maria otwarła przed Iwajłą, oblegającym Tyrnowo, bramy stołecznego miasta. W wyniku zawartego porozumienia Iwajło poślubił carową wdowę i objął tron carski. Nowy car i współwładca Bułgarii rozbił w następnych miesiącach nadciągających od północy Tatarów oraz powstrzymał armie bizantyńskie. W 1279 roku od północy wtargnął kolejny zagon tatarski. Iwajło z główną armią wyruszył mu na spotkanie, a Iwan Mico zajął Tyrnowo i koronował się na cara Bułgarów przyjmując imię Iwana Asena III. Carowa Maria i młodziutki car Michał zostali odesłani do Konstantynopola.
Objęcie władzy przez Iwana Asena III i oblężenie Iwajły w twierdzy na północy nie uspokoiło sytuacji wewnętrznej. Nowemu, obcemu carowi nie udało się pozyskać poddanych. Rozproszone dotąd i skłócone wzajemnie bojarstwo zaczęło się jednoczyć wokół cieszącego się wielkim uznaniem wojska Jerzego Tertera. Chcąc go przeciągnąć na swą stronę Iwan Asen III, za namową Michała VIII, wydał za niego swoją siostrę Kermarię. Nie przyniosło to jednak spodziewanych rezultatów. W dodatku wiosną 1280 roku przeszedł do ofensywy Iwajło, wyzwalając znaczną część kraju. Zagroził nawet Iwanowi Asenowi III w Tyrnowie. Latem 1280 roku rozbił w dwóch bitwach armie bizantyńskie. Po tych klęskach Iwan Asen III zbiegł do Bizancjum rezygnując z władzy carskiej.
Iwajle nie udało się jednak ponownie zdobyć Tyrnowa. Zmęczone trwającymi kilka lat walkami wojsko chłopskie zaczęło go opuszczać. Szukając pomocy udał się do ordy tatarskiej na dwór Nogaja, gdzie zginął podczas uczty. Jerzy Terter został sam na placu boju i koronował się na cara Bułgarów.

### Pod jarzmem tatarskim

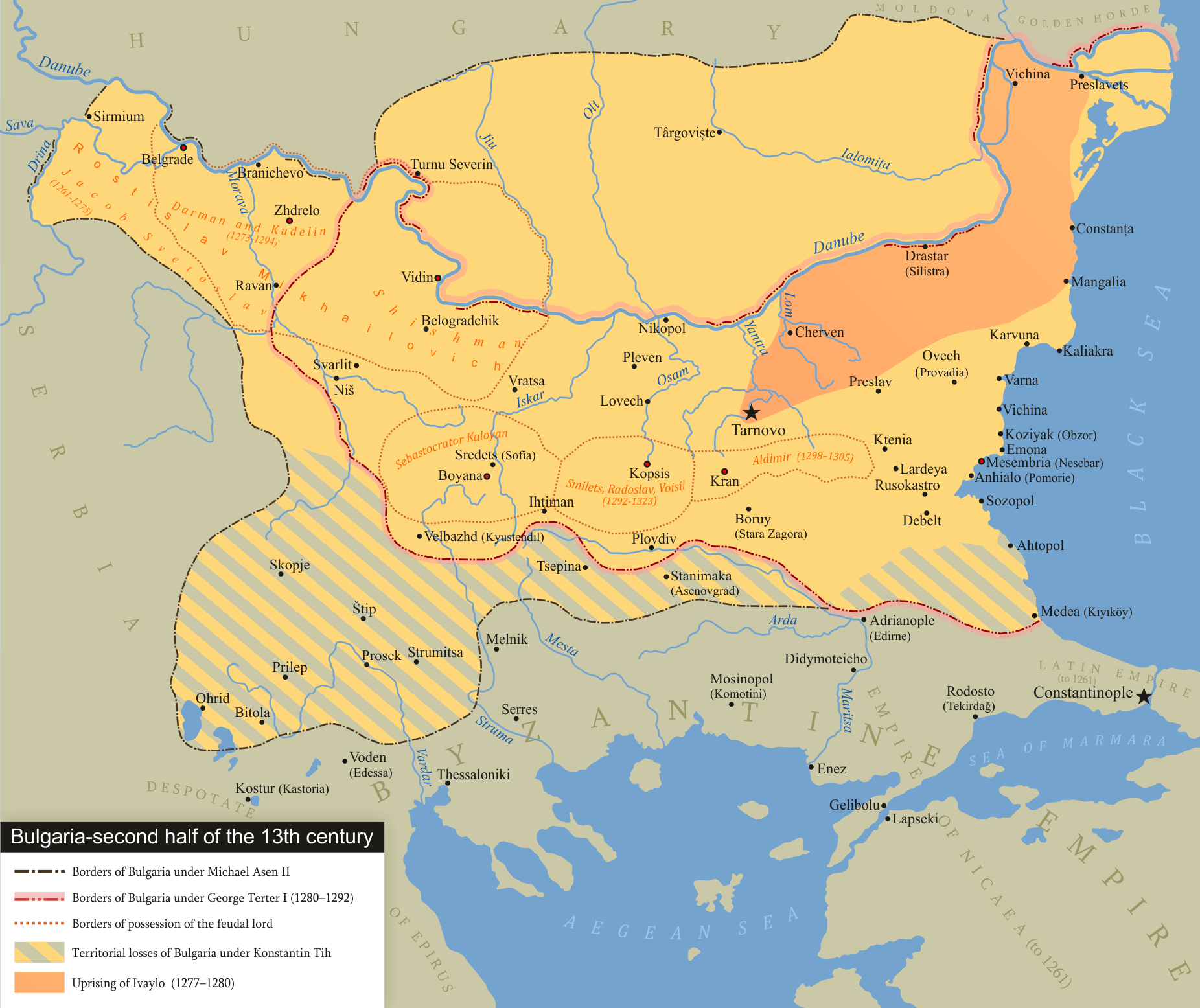
Bułgaria w II poł. XIII wieku.

W 1281 roku wysłał poselstwo do Karola Andegaweńskiego, króla sycylijskiego, dążącego do odbudowy panowania łacińskiego nad Bosforem. W następnym roku potęgę Karola złamał jednak wybuch Nieszporów Sycylijskich. Na osamotnionych Bułgarów, wskutek zabiegów Michała VIII uderzyła 40 tysięczna armia tatarska, Spustoszyła Bułgarię i wtargnęła do Serbii. Bojarzy bułgarscy, bracia Dyrman i Kudelin, wyparli Węgrów z ziemi braniczewskiej i utworzyli własne księstwo. W ziemi Widyńskiej obejmującej dolinę Timoku własne państwo utworzył bojar Szyszman, sojusznik i lennik Nogaja. Jego posiadłości miały stale rosnąć obejmując pod koniec XIII wieku większość ziem północno-zachodniej Bułgarii. Władca tego państwa tytułował się kniaziem lub królem, a niekiedy nawet carem. Ziemiami znajdującymi się w Średniogórzu i nad dolną Maricą, aż po gród Sliwen zawładnął bojar Smilec z braćmi Wojsiłem i Radosławem.
Osłabiony najazdem tatarskim i rozpadem państwa Jerzy I Terter zawarł sojusz z królem serbskim Stefanem Uroszem I, a w 1284 roku porozumiał się również z Bizancjum, odsyłając do Konstantynopola swą drugą żonę Kermarię, siostrę Iwana Asena III w zamian za uwolnienie swej pierwszej żony i syna Teodora Swetosława, więzionych w bizantyńskiej stolicy. Cesarz Andronik II uznał wtedy carski tytuł Jerzego. Mimo zawartych sojuszów carowi nie udało się odeprzeć kolejnego wielkiego najazdu tatarskiego, który w 1285 roku spustoszył kraj. Jerzy I Terter został zmuszony do oddania jednej z córek za żonę synowi Nogaja Czace i przekazania w charakterze zakładnika syna Teodora Swetosława. Nogaj jako zwierzchnik Jerzego I Tertera rozstrzygał odtąd spory między carem a Smilcem i innymi bojarami. Do walk wewnętrznych w Bułgarii włączyło się również Bizancjum.

### Zbieg
W 1291 roku Tatarzy wtargnęli ponownie do Bułgarii zmuszając Jerzego I Tertera do ucieczki. Zbiegły car szukał schronienia w Konstantynopolu, gdy mu go odmówiono z obawy przed Tatarami, ukrył się w okolicach Ochrydy. Informacje na temat jego dalszych losów na ziemiach Bizancjum są niepewne. Niewątpliwie nie mógł opuścić ziem Cesarstwa mimo śmierci Nogaja w 1299 roku, prawdopodobnie był więziony. W 1301 roku jego syn Teodor Swetosław, już jako car Bułgarów, pokonał wojska bizantyńskie. W zamian za zwrot schwytanych wówczas jeńców greckich uzyskał uwolnienie z więzienia bizantyńskiego swego starego ojca.

## Rodzina
Jerzy I Terter był dwukrotnie żonaty
- z Marią[7] - Jej pochodzenie nie jest znane. W 1279 roku wraz z synem Teodorem Swetosławem znalazła się ona w Bizancjum, jako zakładniczka lojalności Jerzego I Tertera, który poślubił wówczas siostrę cara Iwana Asena III Kermarię[8].
- z Kermarią - Małżeństwo z Kermarią przetrwało do 1284 roku. Po objęciu władzy Jerzy I Terter rozpoczął zabiegi o odzyskanie swojej pierwszej żony i syna. Ostatecznie na mocy układów podpisanych w 1284 roku dokonał wymiany żon. Odesłał Kermarię do Konstantynopola i ponownie przyjął Marię[8].

Jerzy Terter i Maria mieli troje dzieci:
- Teodora Swetosława
- Annę żonę najpierw króla serbskiego Stefana Urosza II Milutina, a następnie Michała Angelosa „Kutrulesa” syna despoty Epiru Michała II
- nieznaną z imienia córkę, żonę syna Nogaja Czaki[8].

## Związki dynastyczne w Bułgarii II poł. XIII wieku
|                           |   |                                     |                                     |   |                             |                                    |                                    |                                      |                                      |                                      |                  |
|                           |   |                                     |                                     |   |                             | Iwan Asen II (panował 1218–1241)   |                                    |                                      |                                      |                                      |                  |
|                           |   |                                     |                                     |   |                             |                                    |                                    |                                      |                                      |                                      |                  |
|                           |   |                                     |                                     |   |                             | 2                                  | 2                                  | 3                                    | 3                                    |                                      |                  |
|                           |   |                                     |                                     |   | Helena ∞ Teodor II Laskarys | Helena ∞ Teodor II Laskarys        | Michał I Asen (panował 1246–1256)  | Michał I Asen (panował 1246–1256)    |                                      |                                      |                  |
|                           |   |                                     |                                     |   |                             | Koloman I Asen (panował 1241–1246) | Koloman I Asen (panował 1241–1246) | Maria ∞ Mico (panował 1256–1257)     | Maria ∞ Mico (panował 1256–1257)     |                                      |                  |
|                           |   |                                     |                                     |   |                             |                                    |                                    |                                      |                                      |                                      |                  |
|                           |   |                                     |                                     |   |                             |                                    |                                    |                                      |                                      |                                      |                  |
| 2 Maria                   | ∞ | Konstantyn Tich (panował 1257–1277) | Konstantyn Tich (panował 1257–1277) | ∞ | 1 Irena                     | 1 Irena                            | Iwan Asen III (panował 1279–1280)  | Iwan Asen III (panował 1279–1280)    | Kermaria                             | Kermaria                             |                  |
| ∞ Iwajło (pan. 1278–1280) |   |                                     |                                     |   |                             |                                    |                                    |                                      |                                      |                                      |                  |
|                           |   | Michał II Tich (panował 1277–1279)  | Michał II Tich (panował 1277–1279)  |   |                             |                                    |                                    |                                      | ∞ Jerzy I Terter (panował 1280–1292) | ∞ Jerzy I Terter (panował 1280–1292) |                  |
|                           |   |                                     |                                     |   |                             |                                    |                                    |                                      |                                      |                                      |                  |
|                           |   |                                     |                                     |   |                             |                                    |                                    |                                      |                                      |                                      |                  |
|                           |   |                                     |                                     |   |                             |                                    |                                    |                                      | Anna ∞ Stefan Milutin                |                                      |                  |
|                           |   |                                     |                                     |   |                             |                                    |                                    | Teodor Swetosław (panował 1300–1322) | Teodor Swetosław (panował 1300–1322) | NN córka ∞ Czaka                     | NN córka ∞ Czaka |